# Agardhiellidae
Agardhiellidae is een familie van weekdieren uit de klasse van de Gastropoda (slakken).

## Taxonomie
De volgende geslachten zijn ingedeeld bij de familie:
- Agardhiella P. Hesse, 1923
- † Enneopupa O. Boettger, 1889